# Hadropinus
Hadropinus is een monotypisch geslacht van kevers uit de familie van de kortschildkevers (Staphylinidae).

## Soort
- Hadropinus fossor Sharp, 1889